# Неспоровиці
Неспоровиці (пол. Niesporowice) — село в Польщі, у гміні Пелчиці Хощенського повіту Західнопоморського воєводства.
Населення — 163 особи (2011).
У 1975-1998 роках село належало до Гожовського воєводства.

## Демографія
Демографічна структура станом на 31 березня 2011 року:
|          | Загалом | Допрацездатний вік | Працездатний вік | Постпрацездатний вік |
| -------- | ------- | ------------------ | ---------------- | -------------------- |
| Чоловіки | 82      | 16                 | 58               | 8                    |
| Жінки    | 81      | 20                 | 48               | 13                   |
| Разом    | 163     | 36                 | 106              | 21                   |